# 昂萨沃区
昂萨沃区（法語：Arrondissement d'Anse-à-Veau），是海地的區，位於該國南部，由尼普斯省負責管轄，面積595.5平方公里，海拔高度300米，2015年該區人口153,639，人口密度為每平方公里258人。